# 瓦萨
瓦萨（芬蘭語：Vaasa）位于芬兰西部波的尼亚湾沿岸，是博滕区的首府，人口67,725人（2016年），其中69.7%的人使用芬兰语、22.7%的人使用瑞典语。瓦萨是芬兰-瑞典文化交融的重要中心。城市在卡爾九世在位時建立，得名自當時統治瑞典的瓦薩王朝。

## 友好城市
- 瑞典于默奥
- 挪威哈尔斯塔
- 丹麦赫爾辛格
- 德国基尔
- 德国什未林
- 爱沙尼亚派尔努
- 捷克顺佩尔克
- 瑞典马尔默
- 坦桑尼亚莫罗戈罗